# هيرمان كورينغو
هيرمان كورينغو (بالإسبانية: Herman Cornejo)‏ هو راقص وراقص باليه أرجنتيني، ولد في 13 مايو 1981 في بوينس آيرس في الأرجنتين.